# Het Nationale Verkeersexamen
Het Nationale Verkeersexamen is een programma op SBS6 en in 2016 eenmalig op RTL 5 als de De nationale verkeerstest. De presentatie is in de loop der jaren in handen geweest van verschillende presentatoren. Het programma wordt sinds 2002 jaarlijks - met enkele onderbrekingen - uitgezonden. In dit televisieprogramma proberen verschillende bekende Nederlanders hun rijbewijs te halen, zij dienen live hun schriftelijk examen te doen en als ze slagen, mogen ze diezelfde avond rijden in de praktijk. Degenen die hiervoor slagen krijgen dan vervolgens direct hun rijbewijs en mogen vanaf dat moment zelf gaan autorijden.
Op 22 december 2021 keert het programma terug bij SBS6 met de originele naam Het Nationale verkeersexamen. Bij deze editie deden zes BN-ers opnieuw rijexamen. Hierbij werden het theorie- en het praktijkexamen omgedraaid. De kandidaten deden eerst praktijkexamen en daarna theorie-examen, zodat het praktijkexamen overdag kon worden afgenomen. Er was echter maar één kandidaat die voor beide onderdelen slaagde, de rest was allemaal gezakt. Het was de bedoeling dat ook de kijkers thuis konden meedoen via een tweede scherm, maar dat bleek niet te gaan zoals het moest. Door een storing liep het tweede scherm niet synchroon met de uitzending.

## Presentatie
- 2002: Ton van Royen & Milika Peterzon (SBS6)
- 2003: geen uitzending
- 2004: Ton van Royen & Milika Peterzon (SBS6)
- 2005: Ton van Royen & Milika Peterzon (SBS6)
- 2006: Ton van Royen & Milika Peterzon (SBS6)
- 2007: Milika Peterzon & Jack Plooij en André van der Toorn (op locatie) (SBS6)
- 2008: Tooske Ragas & Viktor Brand en André van der Toorn (op locatie) (SBS6)
- 2009: geen uitzending
- 2010: geen uitzending
- 2011: geen uitzending
- 2012: Sandra Schuurhof & Jochem van Gelder (SBS6)
- 2013: geen uitzending
- 2014: geen uitzending
- 2015: geen uitzending
- 2016: Yolanthe Cabau & Rick Brandsteder (RTL 5)
- 2017: geen uitzending
- 2018: geen uitzending
- 2019: geen uitzending
- 2020: geen uitzending
- 2021: Viktor Brand (SBS6)
- 2022: geen uitzending

## Trivia
Kelly van der Veer heeft drie keer deelgenomen aan Het Nationale Verkeersexamen, ze zakte elke keer voor haar schriftelijke theorie.